# Gravitacijska singularnost
Gravitacíjska síngularnost (tudi ~ singulárnost in próstor-časóvna singularnost) nastopi, kadar astrofizikalni model, po navadi temelječ na splošni teoriji relativnosti, napove točko neskončne ukrivljenosti. Izraz je v tesni povezavi z matematičnim pomenom »singularnosti«: gravitacijska singularnost nastopi, kadar enačbe pridelajo matematično singularnost.
Kozmološki model prapoka (velikega poka) Vesolja vsebuje gravitacijsko singularnost v začetku časa (t = 0). V »singularnosti prapoka« model napove neskončno gostoto Vesolja in neskončno ukrivljenost prostor-časa. Osnovni model prapoka ne vključuje kvantnih pojavov in njegove napovedi veljajo le kratek čas po singularnosti.
Singularnost obstaja tudi znotraj črne luknje, kjer splošna teorija relativnosti predvideva območje neskončne ukrivljenosti. V nevrteči črni luknji se singularnost pojavi v posamezni točki v koordinatah modela in se imenuje »točkovna singularnost«. V vrteči črni luknji se singularnost pojavi na obroču in se imenuje »obročasta singularnost«. Vrteče črne luknje omenjajo včasih kot Kerrove črne luknje.
Do zgodnjih 90. let 20. stoletja je večina verjela, da splošna teorija relativnosti skriva vsako singularnost za dogodkovnim horizontom in so s tem gole singularnosti nemogoče. Takšen nazor se imenuje načelo vesoljske cenzure. Leta 1991 sta Shapiro in Teukolsky izvedla računalniške simulacije vrteče ploskve prahu, ki so kazale, da splošna teorija relativnosti dovoljuje gole singularnosti. Kako bi bili takšni objekti v resnici videti, pa se ne ve. Znano ni tudi, ali bi se singularnosti še vedno pojavljale, če bi odstranili poenostavljene privzetke, s katerimi bi bile takšne simulacije bolj prilagodljive.
Veliko fizikov verjame, da gravitacijske singularnosti nimajo fizikalnega pomena, kar pomeni, da splošna teorija relativnosti dejansko neha veljati kot točen opis gravitacije blizu nečesa, kar bi drugače bilo singularnost. Splošno je privzeto, da bo teorija kvantne gravitacije - teorija, ki združuje splošno teorijo relativnosti s kvantno mehaniko - podala boljši opis, kar se v resnici dogaja, kjer splošna teorija relativnosti predvideva singularnost. Kakorkoli že do danes še nobene teorije kvantne gravitacije niso eksperimentalno potrdili.